# Верховське сільське поселення (Тарногський район)
Верхо́вське сільське поселення (рос. Верховское сельское поселение) — сільське поселення у складі Тарногського району Вологодської області Росії.
Адміністративний центр — село Верховський Погост.

## Населення
Населення сільського поселення становить 523 особи (2019; 696 у 2010, 1118 у 2002).

## Історія
Станом на 1999 рік існувала Верховська сільська рада у складі 50 населених пунктів. Станом на 2002 рік існувала Верховська сільська рада у складі сіл Верховський Погост та Поцький Погост, присілків Агапітовська, Аксютінська, Аносовська, Баранська, Будрінська-1, Бурцевська, Васютинська, Велика, Власьєвська, Давидовська, Доронінська, Дуброва, Єпіфановська, Ігнатовська, Ісаїнська, Калугінська, Каплинська, Карелінська-2, Квашнинська, Кічигінська, Кияньска, Кузьминська, Ляпинська, Макаровська, Малигінська, Мартьяновська, Маурніковська, Наумовська, Обуховська, Олховська, Осташевська, Павловська, Палкинська, Патракеєвська, Першинська-1, Першинська-2, Рудновська, Савинська, Свердловська, Семічаєвська, Слудка, Тарасовська, Тирлинінська, Федюковська, Цибунінська, Чернятінська, Яфановська, селища Єлга. 2006 року сільрада була перетворена у сільське поселення.

## Склад
До складу сільського поселення входять:
| Населений пункт          | Населення, осіб (2002) | Населення, осіб (2010) |
| ------------------------ | ---------------------- | ---------------------- |
| Агапітовська, присілок   | 13                     | 8                      |
| Аксютінська, присілок    | 1                      | 3                      |
| Аносовська, присілок     | 9                      | 10                     |
| Баранська, присілок      | 28                     | 11                     |
| Будрінська-1, присілок   | 6                      | 6                      |
| Бурцевська, присілок     | 7                      | 3                      |
| Васютинська, присілок    | 0                      | 0                      |
| Велика, присілок         | 33                     | 23                     |
| Верховський Погост, село | 57                     | 52                     |
| Власьєвська, присілок    | 90                     | 61                     |
| Давидовська, присілок    | 3                      | 0                      |
| Доронінська, присілок    | 45                     | 20                     |
| Дуброва, присілок        | 14                     | 1                      |
| Єлга, селище             | 0                      | 0                      |
| Єпіфановська, присілок   | 2                      | 0                      |
| Ігнатовська, присілок    | 46                     | 41                     |
| Ісаїнська, присілок      | 10                     | 0                      |
| Калугінська, присілок    | 0                      | 0                      |
| Каплинська, присілок     | 155                    | 104                    |
| Карелінська-2, присілок  | 24                     | 11                     |
| Квашнинська, присілок    | 17                     | 4                      |
| Кічигінська, присілок    | 14                     | 9                      |
| Киянська, присілок       | 17                     | 7                      |
| Кузьминська, присілок    | 49                     | 27                     |
| Ляпинська, присілок      | 3                      | 2                      |
| Макаровська, присілок    | 117                    | 88                     |
| Малигінська, присілок    | 0                      | 0                      |
| Мартьяновська, присілок  | 15                     | 11                     |
| Маурніковська, присілок  | 14                     | 6                      |
| Наумовська, присілок     | 29                     | 10                     |
| Обуховська, присілок     | 0                      | 0                      |
| Оліховська, присілок     | 2                      | 0                      |
| Осташевська, присілок    | 12                     | 4                      |
| Павловська, присілок     | 24                     | 11                     |
| Палкинська, присілок     | 5                      | 0                      |
| Патракеєвська, присілок  | 35                     | 28                     |
| Першинська-1, присілок   | 73                     | 38                     |
| Першинська-2, присілок   | 3                      | 1                      |
| Поцький Погост, село     | 0                      | 0                      |
| Рудновська, присілок     | 44                     | 34                     |
| Савинська, присілок      | 6                      | 0                      |
| Свердловська, присілок   | 16                     | 20                     |
| Семічаєвська, присілок   | 6                      | 0                      |
| Слудка, присілок         | 1                      | 1                      |
| Тарасовська, присілок    | 6                      | 3                      |
| Тирлинінська, присілок   | 24                     | 21                     |
| Федюковська, присілок    | 0                      | 0                      |
| Цибунінська, присілок    | 27                     | 15                     |
| Чернятінська, присілок   | 4                      | 0                      |
| Яфановська, присілок     | 12                     | 2                      |